# David Freund
Johann David Freund (* 17. Oktober 1801 in Fürstenberg; † 15. Mai 1880 ebenda) war ein deutscher Landwirt und Politiker.

## Leben
Freund war der Sohn des Bürgermeisters und Landstandes Georg Heinrich Freund (* 14. April 1774 in Fürstenberg; † 24. Januar 1840 ebenda) und dessen Ehefrau Philippina Catharina geborene Kühling (* 26. Mai 1773 in Fürstenberg; † 10. November 1854 ebenda), die Tochter des Schneidermeisters Henrich Adam Kühling. Er war evangelisch und heiratete am 29. März 1818 in Fürstenberg in erster Ehe Sophia Marie Oberlies (* 27. Juli 1798 in Fürstenberg; † 18. Dezember 1845 ebenda), die Tochter des Schneidermeister Johannes Oberlies (* 8. Januar 1758 in Viermünden; † 2. Mai 1838 in Fürstenberg) und der Elisabeth Margrethe Kühling. In zweiter Ehe heiratete er am 5. Oktober 1846 in Fürstenberg Marie Catharina Jäger (* 28. Juni 1812 in Eppe; † 28. April 1886 in Fürstenberg), die Witwe des Bauern Christian Friedrich Göbel und Tochter des Richters Johann Stephan Jäger. Christian Oberlies war ein Schwager.
Freund lebte als Landwirt in Fürstenberg, wo er von Herbst 1843 bis 1850 auch Bürgermeister war. Vom 10. Januar 1844 bis zum 14. Juni 1848 war er Mitglied des Landstandes des Fürstentums Waldeck.